# Station Krupunder
Station Krupunder (Haltepunkt Krupunder) is een spoorwegstation in de  Duitse plaats Krupunder in de gemeente Halstenbek in de deelstaat Sleeswijk-Holstein. Het station is onderdeel van de S-Bahn van Hamburg en alleen treinen van de S-Bahn kunnen hier stoppen. Het ligt aan de spoorlijn Hamburg Holstenstraße - Pinneberg en heeft een eilandperron met twee perronsporen.

## Treinverbindingen
De volgende S-Bahnlijn doet station Krupunder aan:
| Serie | Treinsoort        | Route | Bijzonderheden |
| ----- | ----------------- | --- | -------------- |
|       | S-Bahn (DB Regio) | Pinneberg – Krupunder – Elbgaustraße – Eidelstedt – Altona – Hauptbahnhof – Harburg – Harburg Rathaus – Neugraben |                |

Hamburg-Altona ·
Hamburg Diebsteich ·
Hamburg-Langenfelde · 
Hamburg-Stellingen ·
Hamburg-Eidelstedt ·
Hamburg Elbgaustraße ·
Krupunder ·
Halstenbek ·
Thesdorf ·
Pinneberg ·
Prisdorf ·
Tornesch ·
Elmshorn ·
Horst (Holst) ·
Dauenhof ·
Wrist ·
Brokstedt ·
Neumünster ·
Einfeld ·
Bordesholm ·
Flintbek ·
Kiel Hauptbahnhof